# Specie di Rubus
Elenco delle specie di Rubus:

## A
- Rubus abchaziensis Sudre

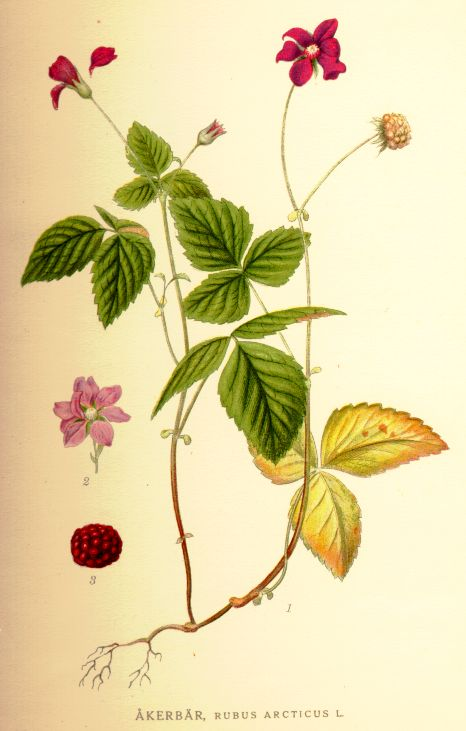
Rubus arcticus

- Rubus acanthodes (Her.Hofmann ex Focke) E.Barber
- Rubus acanthophyllos Focke
- Rubus acclivitatum W.C.R.Watson
- Rubus accrescens A.Newton
- Rubus × acer L.H.Bailey
- Rubus aciodontus Lefèvre & P.J.Müll.
- Rubus acridentulus P.J.Müll. ex Boulay
- Rubus acroglotta W.Jansen
- Rubus acuminatissimus Hassk.
- Rubus acuminatus Sm.
- Rubus acutifrons Ley
- Rubus acutipetalus Lefèvre & P.J.Müll.
- Rubus adamsii Sudre
- Rubus adenacanthus Troelstra, Meijer & A.Beek
- Rubus adenoleucus Chaboiss.
- Rubus adenomallus Focke
- Rubus adenophorus Rolfe
- Rubus adenothallus Focke
- Rubus adenotrichos Schltdl.
- Rubus adornatoides H.E.Weber
- Rubus adscharicus Sanadze
- Rubus adscitus Genev.
- Rubus adspersus Weihe ex H.E.Weber
- Rubus adulans A.Beek
- Rubus aenigmaticus Focke
- Rubus aequalidens A.Newton
- Rubus aethiopicus R.A.Graham
- Rubus aetnensis C.Presl
- Rubus aetnicus Weston
- Rubus affinis Weihe & Nees
- Rubus aggregatus Kaltenb.
- Rubus aghadergensis D.E.Allen
- Rubus agricastrorum A.Beek
- Rubus alaskensis L.H.Bailey
- Rubus albiflorus Boulay & Lucand
- Rubus albionis W.C.R.Watson
- Rubus alceifolius Poir.
- Rubus alexeterius Focke
- Rubus allanderi H.Hyl. ex Burn & H.E.Weber
- Rubus allegheniensis Porter
- Rubus almorensis Dunn
- Rubus alnifolius Rydb.
- Rubus alpestris Blume
- Rubus alpinus Macfad.
- Rubus alterniflorus P.J.Müll. & Lefèvre
- Rubus altiarcuatus W.C.Barton & Ridd.
- Rubus alumnus L.H.Bailey
- Rubus amabilis Focke
- Rubus amamianus Hatus. & Ohwi
- Rubus ambigens (Boulay) Boulay
- Rubus ambrosius Trávn. & Oklej.
- Rubus ambulans Matzke-Hajek
- Rubus amiantinus (Focke) A.Först.
- Rubus amisiensis H.E.Weber
- Rubus ammobius Buchenau & Focke
- Rubus amphidasys Focke
- Rubus amphimalacus H.E.Weber
- Rubus amphistrophos (Focke) Sabr.
- Rubus amplificatus Lees
- Rubus andegavensis Bouvet
- Rubus andicola Focke
- Rubus anglobelgicus D.E.Allen & Vannerom
- Rubus anglofuscus Edees
- Rubus angloserpens Edees & A.Newton
- Rubus angustibracteatus T.T.Yu & L.T.Lu
- Rubus angusticuspis Sudre
- Rubus angustipaniculatus Holub
- Rubus angustisetus (Sudre) Y.Hesl.-Harr.
- Rubus anhaltianus H.E.Weber
- Rubus anisacanthopsis H.E.Weber
- Rubus anisacanthos G.Braun
- Rubus annamensis Cardot
- Rubus antonii (Borbás) Sabr.
- Rubus apatelus R.Keller
- Rubus apertiflorus P.J.Müll. ex Boulay
- Rubus apetalus Poir.
- Rubus aphananthus Walsemann ex Martensen
- Rubus aphidifer A.Beek & K.Meijer
- Rubus appropinquatus Plien.
- Rubus apricus Wimm.
- Rubus arabicus (Deflers) Schweinf.
- Rubus arachnoideus Y.C.Liu & F.Y.Lu
- Rubus archboldianus Merr. & L.M.Perry
- Rubus arcticus L. (lampone artico)
- Rubus arduennensis Lib. ex Lej.
- Rubus × areschougii A.Blytt
- Rubus argentifrons L.H.Bailey
- Rubus argutus Link
- Rubus ariconiensis A.Newton & M.Porter
- Rubus aristisepalus (Sudre) W.C.R.Watson
- Rubus armeniacus Focke
- Rubus armipotens W.C.Barton ex A.Newton
- Rubus arrhenii (Lange) Lange
- Rubus arrheniiformis W.C.R.Watson
- Rubus arvinus Lefèvre & P.J.Müll.
- Rubus asirensis D.F.Chamb.
- Rubus asperidens Sudre ex Bouvet
- Rubus assamensis Focke
- Rubus × astarae Gilli
- Rubus atrebatum A.Newton
- Rubus atrichantherus E.H.L.Krause
- Rubus atrovinosus H.E.Weber
- Rubus aurantiacus Focke ex Sarg.
- Rubus aureolus Allander
- Rubus australis G.Forst.
- Rubus austromoravicus Holub
- Rubus austrosinensis Huan C.Wang
- Rubus austroslovacus Trávn.
- Rubus austrotibetanus T.T.Yu & L.T.Lu
- Rubus avaloniensis A.Newton & R.D.Randall
- Rubus axillaris Weihe ex Lej. & Courtois
- Rubus azuayensis Romol.

## B
- Rubus × babae Naruh.
- Rubus babingtonianus W.C.R.Watson
- Rubus babingtonii T.B.Salter
- Rubus bagnallianus Edees
- Rubus bakerianus W.C.Barton & Ridd.
- Rubus balticus (Focke) E.H.L.Krause
- Rubus bambusarum Focke
- Rubus banghamii Merr.
- Rubus barberi H.E.Weber
- Rubus × barkeri Cockayne
- Rubus baronicus A.Beek
- Rubus barrandienicus Holub & Palek
- Rubus bartonianus M.Peck
- Rubus bartonii A.Newton
- Rubus bavaricus (Focke) Utsch
- Rubus beccarii Focke
- Rubus benguetensis Elmer
- Rubus bercheriensis (Druce ex W.M.Rogers) W.M.Rogers
- Rubus bertramii G.Braun
- Rubus betckei T.Marsson
- Rubus betonicifolius Focke
- Rubus bicolor Opiz
- Rubus biflorus Buch.-Ham. ex Sm.
- Rubus × biformispinus Blanch.
- Rubus bifrons Vest
- Rubus biloensis A.Newton & M.Porter
- Rubus birmanicus Hook.f.
- Rubus blepharoneurus Cardot
- Rubus bloxamianus Coleman ex Purchas
- Rubus bloxamii (Bab.) Lees
- Rubus bogotensis Kunth
- Rubus bohemiicola Holub & Palek ex Holub
- Rubus bohemopolonicus Trávn. & Ziel.
- Rubus boliviensis Focke
- Rubus bollei Focke
- Rubus bombycinus Matzke-Hajek
- Rubus bonatianus Focke
- Rubus boninensis Koidz.
- Rubus bonus-henricus Matzke-Hajek
- Rubus boraeanus Genev.
- Rubus botryeros (Focke ex W.M.Rogers) W.M.Rogers
- Rubus boudiccae A.L.Bull & Edees
- Rubus boulayi (Sudre) W.C.R.Watson
- Rubus bovinus A.Beek & H.E.Weber
- Rubus × boyntonii Ashe
- Rubus bracteosus Weihe ex Lej. & Courtois
- Rubus braeuckeri G.Braun
- Rubus braeuckeriformis H.E.Weber
- Rubus brasiliensis Mart.
- Rubus brdensis Holub
- Rubus breconensis W.C.R.Watson
- Rubus bregutiensis A.Kern. ex Focke
- Rubus brevipetiolatus T.T.Yu & L.T.Lu
- Rubus brevistaminosus Edees & A.Newton
- Rubus briareus Focke
- Rubus brigantinus Samp.
- Rubus briggsianus (W.M.Rogers) W.M.Rogers
- Rubus britannicus W.M.Rogers
- Rubus brunneri W.Maurer
- Rubus buchtienii Focke
- Rubus bucknallii J.W.White
- Rubus buergeri Miq.
- Rubus buhnensis (G.Braun ex Focke) G.Braun
- Rubus bullatus Rusby
- Rubus burkillii Rolfe

## C

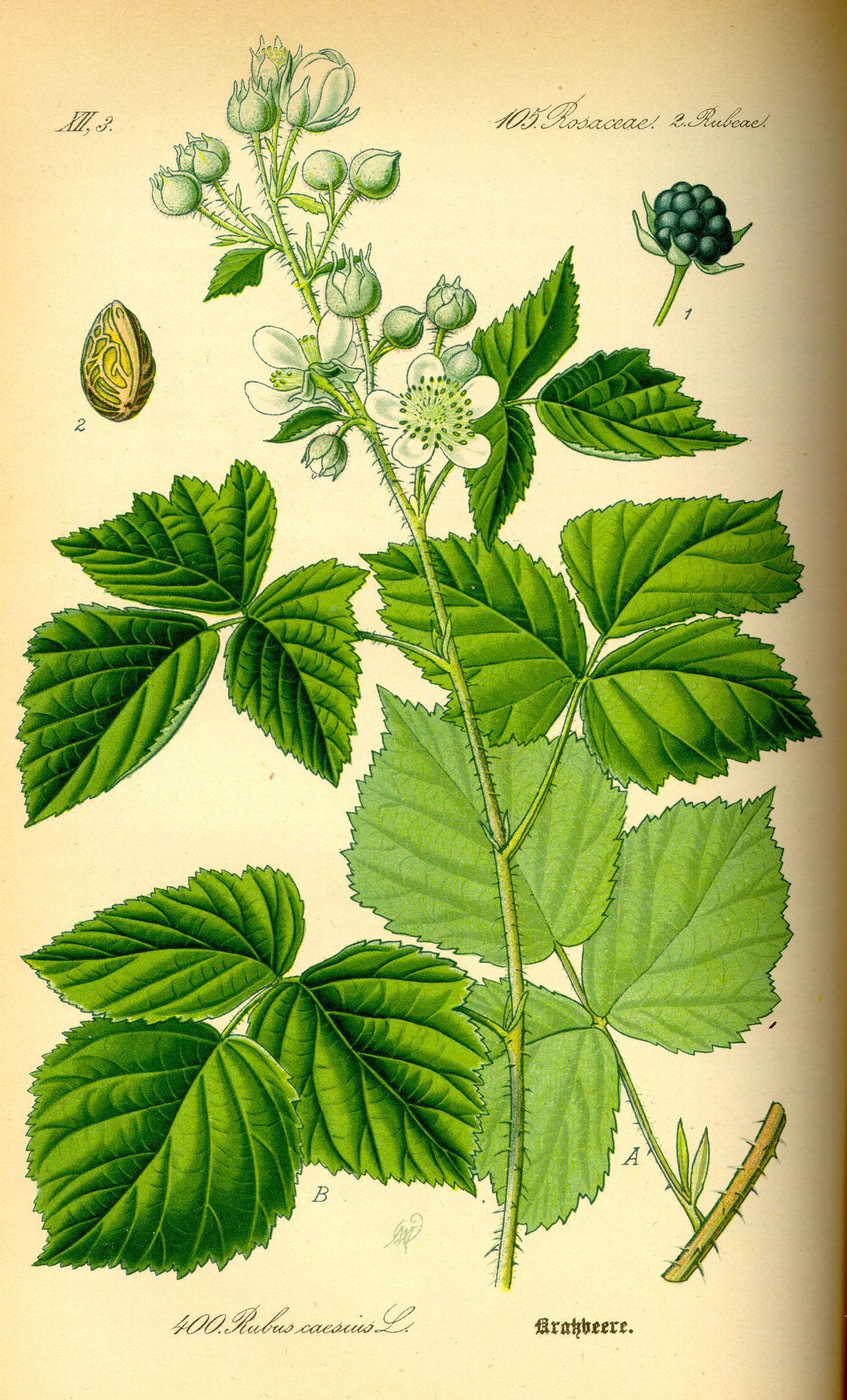
Rubus caesius

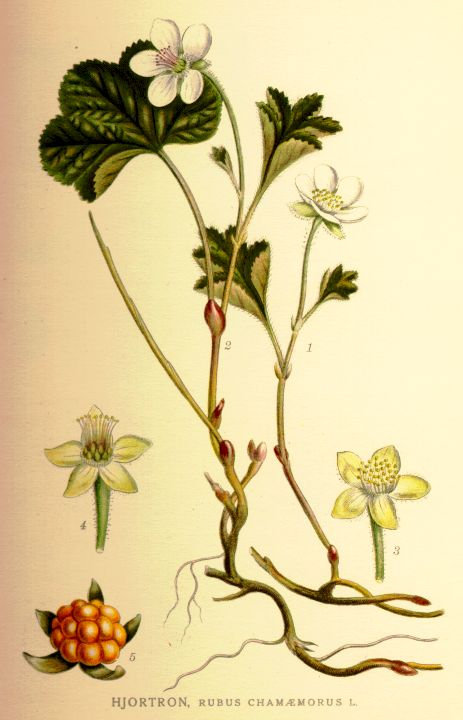
Rubus chamaemorus

- Rubus caeresiensis Sudre & Grav.
- Rubus caesarius D.E.Allen
- Rubus caesius L.
- Rubus caflischii Focke
- Rubus calcareus P.J.Müll.
- Rubus × calopalmatus Naruh. & H.Masaki
- Rubus calophyllus C.B.Clarke
- Rubus calotemnus A.Beek
- Rubus calvatus Lees ex A.Bloxam
- Rubus calviformis H.E.Weber
- Rubus calvus H.E.Weber
- Rubus calycacanthus H.Lév.
- Rubus calycinoides Kuntze
- Rubus calycinus Wall. ex D.Don
- Rubus calyculatus Kaltenb.
- Rubus cambrensis W.C.R.Watson
- Rubus campaniensis Winkel ex A.Beek
- Rubus camptostachys G.Braun
- Rubus canadensis L.
- Rubus canaliculatus P.J.Müll.
- Rubus canduliger Bijlsma & Haveman
- Rubus canescens DC.
- Rubus caninitergi H.E.Weber
- Rubus cantabrigiensis A.L.Bull & A.C.Leslie
- Rubus canterburiensis Edees
- Rubus cantianus (W.C.R.Watson) Edees & A.Newton
- Rubus capitulatus Utsch
- Rubus capricollensis (Sprib.) Sprib.
- Rubus cardiophyllus Lefèvre & P.J.Müll.
- Rubus carduelis Matzke-Hajek
- Rubus cartalinicus Juz.
- Rubus casparyi Wirtg.
- Rubus castellarnaui Pau
- Rubus × castoreus (Laest.) Fr.
- Rubus castroviejoi Mon.-Huelin
- Rubus caucasicus Focke
- Rubus caucasigenus (Sudre) Juz.
- Rubus caudatisepalus Calderón
- Rubus caudifolius Wuzhi
- Rubus cavatifolius P.J.Müll. ex Boulay
- Rubus celticus A.Newton
- Rubus centrobohemicus Holub
- Rubus ceratifolius A.Beek
- Rubus cerdicii D.E.Allen
- Rubus ceticus Halácsy
- Rubus chaerophylloides Sprib.
- Rubus chaerophyllus Sagorski & W.Schultze
- Rubus chaetophorus Cardot
- Rubus chamaemorus L. (camemoro o rovo artico)
- Rubus chambicus Rolfe
- Rubus chapmanianus Kupicha
- Rubus charadzeae Sanadze
- Rubus chenonii Sudre
- Rubus chevalieri Cardot
- Rubus chiliadenus Focke
- Rubus chingii Hu
- Rubus chloocladus W.C.R.Watson
- Rubus chloophyllus Sudre
- Rubus chloranthus (Sabr.) Fritsch
- Rubus chlorothyrsos Focke
- Rubus choachiensis A.Berger
- Rubus christiansenorum H.E.Weber
- Rubus chroosepalus Focke
- Rubus chrysobotrys Hand.-Mazz.
- Rubus chrysocarpus Mund ex Cham. & Schltdl.
- Rubus chrysogaeus P.Royen
- Rubus chrysophyllus Reinw. ex Miq.
- Rubus chrysoxylon (W.M.Rogers) W.M.Rogers
- Rubus cimbricus Focke
- Rubus cinclidodictyus Cardot
- Rubus cinerascens Weihe ex Lej. & Courtois
- Rubus cinerosiformis Rilstone
- Rubus cinerosus W.M.Rogers
- Rubus circipanicus E.H.L.Krause
- Rubus cissburiensis W.C.Barton & Ridd.
- Rubus cissoides A.Cunn.
- Rubus clementis Merr.
- Rubus clinocephalus Focke
- Rubus clusii Borbás
- Rubus coccinatus K.Meijer
- Rubus cochinchinensis Tratt.
- Rubus cochlearis Matzke-Hajek
- Rubus cockburnianus Hemsl.
- Rubus collicola Sudre
- Rubus × collinus DC.
- Rubus columellaris Tutcher
- Rubus commutatus G.Braun
- Rubus compactus Benth.
- Rubus conchyliatus Focke
- Rubus condensatiformis H.E.Weber
- Rubus condensatus P.J.Müll.
- Rubus conduplicatus Duthie ex J.H.Veitch
- Rubus confertiflorus W.C.R.Watson
- Rubus confusidens H.E.Weber
- Rubus conjungens (Bab.) W.M.Rogers
- Rubus conothyrsoides H.E.Weber
- Rubus conspersus W.C.R.Watson
- Rubus conspicuus P.J.Müll. ex Wirtg.
- Rubus constrictus Lefèvre & P.J.Müll.
- Rubus contractipes H.E.Weber
- Rubus contritidens A.Beek & K.Meijer
- Rubus coombensis Rilstone
- Rubus cooperi D.G.Long
- Rubus copelandii Merr.
- Rubus corbierei Boulay
- Rubus corchorifolius L.f.
- Rubus cordatifolius (W.M.Rogers ex Ridd.) D.E.Allen
- Rubus cordatiformis (Neuman) Ryde
- Rubus cordiformis H.E.Weber & Martensen
- Rubus coreanus Miq.
- Rubus coriaceus Poir.
- Rubus coriifolius Liebm.
- Rubus cornubiensis (W.M.Rogers ex Ridd.) Rilstone
- Rubus coronatus Boulay
- Rubus correctispinosus H.E.Weber
- Rubus costaricanus Liebm.
- Rubus costifolius A.Först.
- Rubus cotteswoldensis W.C.Barton & Ridd.
- Rubus couchii Rilstone ex D.E.Allen
- Rubus crassidens H.E.Weber
- Rubus crataegifolius Bunge
- Rubus crepinii Sudre
- Rubus crespignyanus W.C.R.Watson
- Rubus creticus Tourn. ex L.
- Rubus criniger (E.F.Linton) W.M.Rogers
- Rubus crispomarginatus Holub
- Rubus crispus Lefèvre & P.J.Müll.
- Rubus croceacanthus H.Lév.
- Rubus crudelis W.C.R.Watson
- Rubus ctenodon (Sabr.) Fritsch
- Rubus cubirianus (H.E.Weber) G.H.Loos
- Rubus cumbrensis A.Newton
- Rubus cumingii Kuntze
- Rubus cuneifolius Pursh
- Rubus cupanianus Guss.
- Rubus curvaciculatus Walsemann ex H.E.Weber
- Rubus curvispinosus Edees & A.Newton
- Rubus cuspidatus P.J.Müll.
- Rubus cuspidifer P.J.Müll. & Lefèvre
- Rubus cyanophyllus W.Jansen & H.Grossh.
- Rubus cyclomorphus H.E.Weber
- Rubus cyclops Mon.-Huelin
- Rubus cymosus Rydb.
- Rubus cyri Juz.
- Rubus czarnunensis (Sprib.) Sprib.

## D
- Rubus darssensis Henker & Kiesew.
- Rubus dasycarpus (Sabr.) Sabr.
- Rubus dasyphyllus (W.M.Rogers) E.S.Marshall
- Rubus daveyi Rilstone
- Rubus dechenii Wirtg.
- Rubus decumbens Thunb.
- Rubus decurrentispinus H.E.Weber
- Rubus decussatiformis P.D.Sell
- Rubus dejonghii A.Beek
- Rubus delabathiensis Gust.
- Rubus delavayi Franch.
- Rubus delectus P.J.Müll. & Wirtg.
- Rubus deliciosus Torr.
- Rubus dentatifolius (Briggs) W.C.R.Watson
- Rubus derasifolius Sudre
- Rubus deruyveri Vannerom & E.Jacques
- Rubus desarmatus A.Beek
- Rubus dethardingii E.H.L.Krause
- Rubus devitatus Matzke-Hajek
- Rubus deweveri A.Beek
- Rubus diclinis F.Muell.
- Rubus dierschkeanus H.E.Weber
- Rubus discernendus (Sudre) Sudre
- Rubus dissimulans Lindeb.
- Rubus distortifolius Matzke-Hajek
- Rubus distractiformis A.Newton
- Rubus distractus P.J.Müll. ex Wirtg.
- Rubus divaricatus P.J.Müll.
- Rubus diversus W.C.R.Watson
- Rubus × dobuniensis Sudre & Ley
- Rubus doerrii H.E.Weber
- Rubus dolichocarpus Juz.
- Rubus dolichophyllus Hand.-Mazz.
- Rubus dollnensis Sprib.
- Rubus domingensis Focke
- Rubus doyonensis Hand.-Mazz.
- Rubus drejeri Jensen ex Lange
- Rubus drenthicus A.Beek & K.Meijer
- Rubus drymophilus P.J.Müll. & Lefèvre
- Rubus dufftianus W.Jansen
- Rubus dumetorum Weihe
- Rubus dumnoniensis Bab.
- Rubus dunensis W.M.Rogers
- Rubus dunnii F.P.Metcalf
- Rubus durospinosus W.Jansen
- Rubus durotrigum R.P.Murray
- Rubus durus C.Wright

## E
- Rubus eboracensis W.C.R.Watson
- Rubus ebudensis A.Newton
- Rubus echinatoides (W.M.Rogers) Dallman
- Rubus echinatus Lindl.
- Rubus echinosepalus H.E.Weber
- Rubus ecklonii Focke
- Rubus edeesii H.Weber & A.L.Bull
- Rubus edentulus A.Beek & Meijer
- Rubus efferatus Craib
- Rubus effertus L.H.Bailey
- Rubus effrenatus A.Newton
- Rubus eggersii (Focke) Rydb.
- Rubus eglandulosus Lefèvre & P.J.Müll.
- Rubus egregius Focke
- Rubus egregiusculus (Frid. & Gelert) E.H.L.Krause
- Rubus ehrnsbergeri H.E.Weber
- Rubus eiderianus (Frid.) H.E.Weber
- Rubus eifeliensis Wirtg.
- Rubus elatior Focke ex Gremli
- Rubus elegans P.J.Müll.
- Rubus elegantispinosus (A.Schumach.) H.E.Weber
- Rubus ellipticus Sm.
- Rubus elongatus Sm.
- Rubus eluxatus Neuman
- Rubus enslenii Tratt.
- Rubus epipsilos Focke
- Rubus erinulus A.Beek
- Rubus eriocarpus Liebm.
- Rubus erlangeri Engl.
- Rubus errabundus W.C.R.Watson
- Rubus erubescens Wirtg.
- Rubus erythrocarpus T.T.Yu & L.T.Lu
- Rubus erythroclados Mart. ex Hook.f.
- Rubus erythrocomus G.Braun
- Rubus erythrops Edees & A.Newton
- Rubus erythrostachys (Sabr.) Halácsy
- Rubus × esfandiarii Gilli
- Rubus euanthinus W.C.R.Watson
- Rubus eucalyptus Focke
- Rubus euchloos Focke
- Rubus euryanthemus W.C.R.Watson
- Rubus eustephanos Focke
- Rubus evadens Focke
- Rubus evagatus Sudre
- Rubus exarmatus H.E.Weber & W.Jansen
- Rubus exstans Walsemann & Stohr

## F
- Rubus faberi Focke

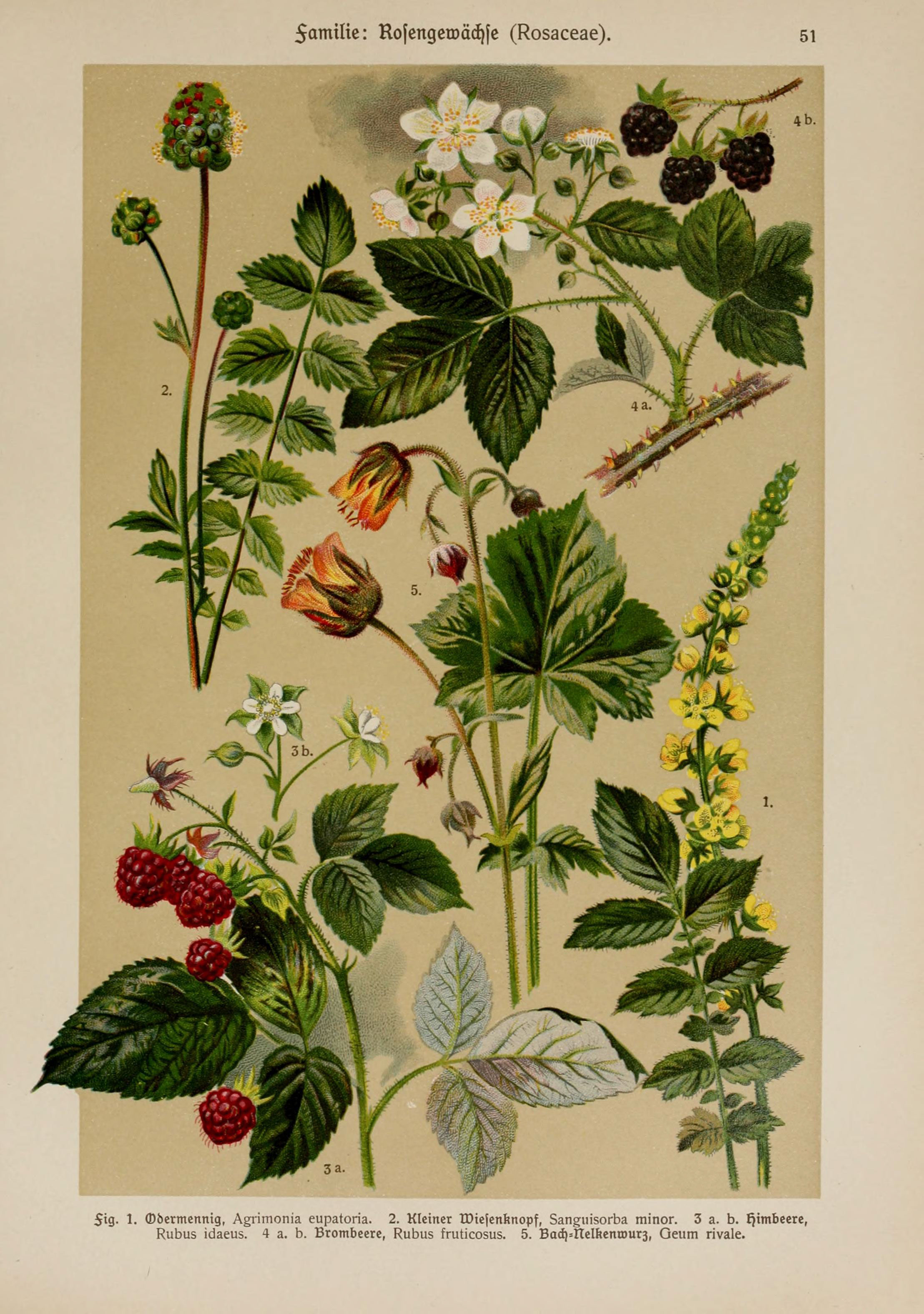
Rubus fruticosus

- Rubus fabrimontanus (Sprib.) Sprib.
- Rubus fagifolius Cham. & Schltdl.
- Rubus fairholmianus Gardner
- Rubus fanjingshanensis L.T.Lu
- Rubus fasciculatiformis H.E.Weber
- Rubus fasciculatus P.J.Müll.
- Rubus favillatus A.Beek
- Rubus feddei H.Lév. & Vaniot
- Rubus fellatae A.Chev.
- Rubus ferdinandimuelleri Focke
- Rubus ferox Vest
- Rubus ferrugineus Wikstr.
- Rubus ferus (Focke) Focke
- Rubus festii H.E.Weber
- Rubus fimbrifolius P.J.Müll. & Wirtg.
- Rubus finitimus Kupcsok
- Rubus fioniae Neuman
- Rubus firmus Frid. & Gelert ex Utsch
- Rubus fissipetalus P.J.Müll.
- Rubus fissus Lindl.
- Rubus flaccidifolius P.J.Müll.
- Rubus flaccidus P.J.Müll.
- Rubus flagellaris Willd.
- Rubus flagelliflorus Focke
- Rubus flavescens P.J.Müll. & Lefèvre
- Rubus × flavinanus Blanch.
- Rubus floribundus Kunth
- Rubus × floricomus Blanch.
- Rubus florifolius L.H.Bailey
- Rubus flosculosus Focke
- Rubus fluvius P.D.Sell
- Rubus fockeanus Kurz
- Rubus foersteri Matzke-Hajek
- Rubus foliaceistipulatus T.T.Yu & L.T.Lu
- Rubus foliosus Weihe
- Rubus fontivagus (Sudre) Prain
- Rubus formidabilis Lefèvre & P.J.Müll.
- Rubus formosensis Kuntze
- Rubus forrestianus Hand.-Mazz.
- Rubus franchetianus H.Lév.
- Rubus franconicus H.E.Weber
- Rubus × fraseri Rehder
- Rubus fraxinifoliolus Hayata
- Rubus fraxinifolius Poir.
- Rubus frederici A.Beek
- Rubus friesianus H.Hyl. ex T.Mattsson & Oredsson
- Rubus friesiorum Gust.
- Rubus frisicus (Frid. ex Focke) Focke
- Rubus fritschii Sabr.
- Rubus fruticosus L. (rovo comune)
- Rubus fuernrohrii H.E.Weber
- Rubus fujianensis T.T.Yu & L.T.Lu
- Rubus furnarius W.C.Barton & Ridd.
- Rubus furvicolor Focke
- Rubus fuscicaulis Edees
- Rubus fuscicortex Sudre
- Rubus fuscorubens Focke
- Rubus fuscoviridis Rilstone
- Rubus fuscus Weihe

## G
- Rubus gachetensis A.Berger
- Rubus galeatus H.E.Weber
- Rubus galloecicus Pau

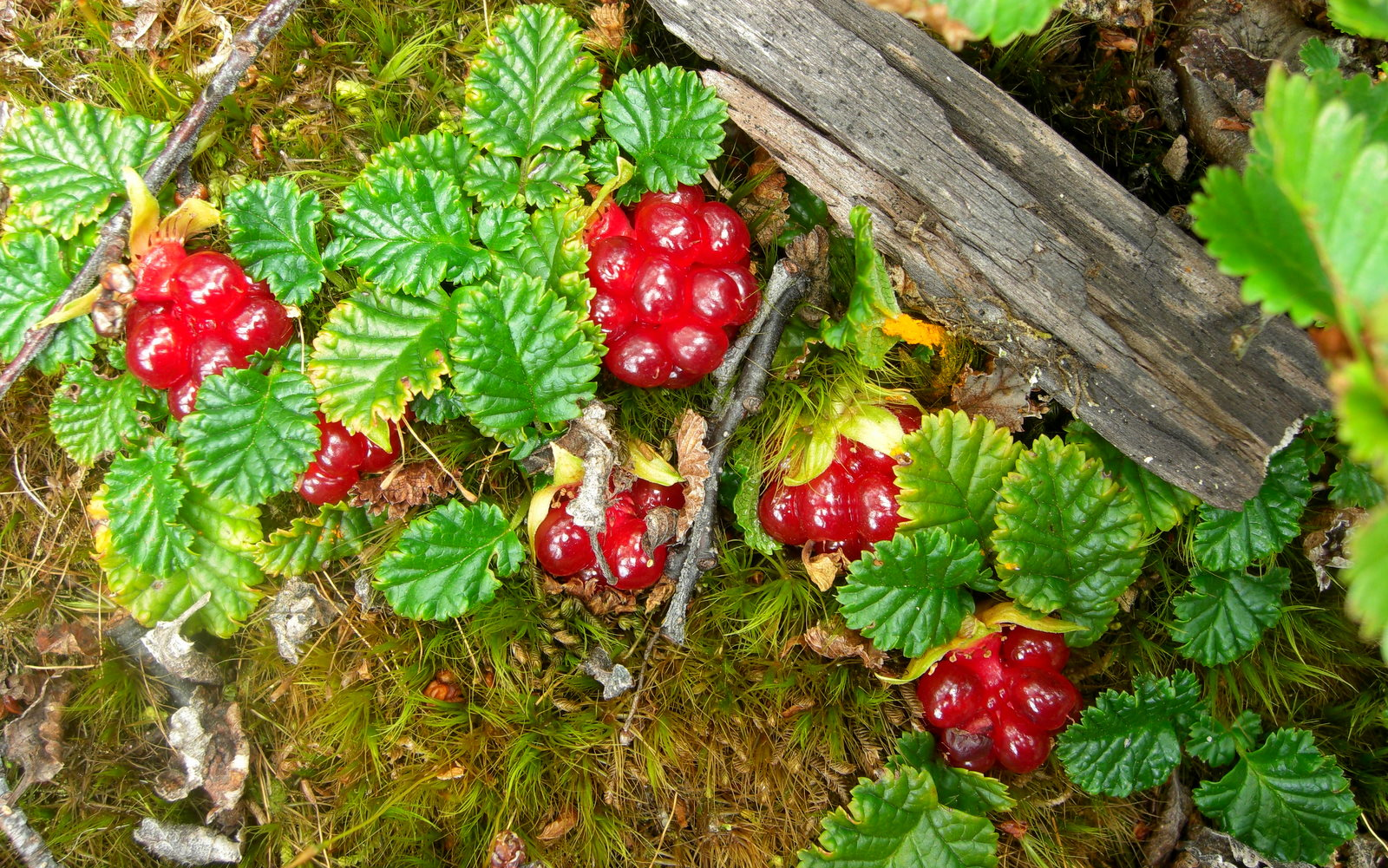
Rubus geoides

- Rubus gallofuscus A.Newton & M.Porter
- Rubus gardnerianus Kuntze
- Rubus gariannensis A.L.Bull
- Rubus gayeri Király, Trávn. & íla
- Rubus gelertii Frid.
- Rubus geminatus H.E.Weber
- Rubus geniculatus Kaltenb.
- Rubus geoides Sm.
- Rubus georgicus Focke
- Rubus × geraniifolius Naruh. & Takano
- Rubus germanicus Focke ex Thomé
- Rubus geromensis P.J.Müll.
- Rubus ghanakantae R.S.Rao & J.Joseph
- Rubus gillotii Boulay
- Rubus glabratus Kunth
- Rubus glabricarpus W.C.Cheng
- Rubus glandisepalus H.E.Weber
- Rubus glandithyrsos G.Braun
- Rubus glandulifer N.P.Balakr.
- Rubus glanduliger W.C.R.Watson
- Rubus glandulosocalycinus Hayata
- Rubus glandulosocarpus M.X.Nie
- Rubus glareosus W.M.Rogers
- Rubus glaucifolius Kellogg
- Rubus glauciformis Gust. ex H.Hyl.
- Rubus glaucovirens G.Maass
- Rubus glaucus Benth.
- Rubus glivicensis (Sudre) Sprib.
- Rubus glomeratus Blume
- Rubus gloriosus A.Beek
- Rubus glossoides H.E.Weber & Stohr
- Rubus gneissogenes Sudre
- Rubus godronii Lecoq & Lamotte
- Rubus gongshanensis T.T.Yu & L.T.Lu
- Rubus goniophorus H.E.Weber
- Rubus gothicus Frid. & Gelert
- Rubus grabowskii Weihe ex Günther, Grab. & Wimm.
- Rubus gracilis J.Presl & C.Presl
- Rubus graecensis W.Maurer
- Rubus grandipaniculatus T.T.Yu & L.T.Lu
- Rubus × grantii Gilli
- Rubus granulatus Lefèvre & P.J.Müll.
- Rubus gratiosus P.J.Müll. & Lefèvre
- Rubus gratus Focke
- Rubus gravetii (Boulay) W.C.R.Watson
- Rubus grayanus Maxim.
- Rubus gremlii Focke
- Rubus gressittii F.P.Metcalf
- Rubus griesiae H.E.Weber
- Rubus griffithianus W.M.Rogers
- Rubus griffithii Hook.f.
- Rubus grisebachii (Focke) Focke
- Rubus grypoacanthus Lefèvre & P.J.Müll.
- Rubus guentheri Weihe
- Rubus guestphalicus (Focke) Utsch
- Rubus gunnianus Hook.
- Rubus guttifer Trávn. & Holub
- Rubus guyanensis Focke
- Rubus gyamdaensis L.T.Lu & Boufford

## H
- Rubus hadracanthos G.Braun
- Rubus hadrocarpus Standl. & Steyerm.
- Rubus haesitans Mart. & Walsemann
- Rubus haeupleri H.E.Weber
- Rubus haitiensis L.H.Bailey
- Rubus hakonensis Franch. & Sav.
- Rubus hallandicus (Gabr. ex F.Aresch.) Neuman
- Rubus halsteadensis W.C.R.Watson
- Rubus hamiltonii Hook.f.
- Rubus hanceanus Kuntze
- Rubus hantonensis D.E.Allen
- Rubus hapoliensis G.D.Pal
- Rubus haridasanii Chand.Gupta & S.S.Dash
- Rubus hartmanii Gand.
- Rubus hasbaniensis Vannerom
- Rubus hassicus H.E.Weber
- Rubus hasskarlii Miq.
- Rubus hastifer H.E.Weber
- Rubus hastifolius H.Lév. & Vaniot
- Rubus hastiformis W.C.R.Watson
- Rubus hatsushimae Koidz.
- Rubus hawaiensis A.Gray
- Rubus hebridensis Edees
- Rubus hemithyrsus Hand.-Mazz.
- Rubus henkeri H.E.Weber & Kiesew.
- Rubus henrici-egonis Holub
- Rubus henrici-weberi A.Beek
- Rubus henriquesii Samp.
- Rubus henryi Hemsl. & Kuntze
- Rubus hercynicus G.Braun
- Rubus herzogii Focke
- Rubus hesperius W.M.Rogers
- Rubus heterobelus Sudre
- Rubus heterophyllus Willd.
- Rubus heterosepalus Merr.
- Rubus hevellicus (E.H.L.Krause) E.H.L.Krause
- Rubus hexagynus Roxb.
- Rubus hibernicus (W.M.Rogers) W.M.Rogers
- Rubus hillii F.Muell.
- Rubus hilsianus H.E.Weber
- Rubus hindii A.L.Bull
- Rubus × hiraseanus Makino
- Rubus hirsutior Fitschen ex H.E.Weber
- Rubus hirsutus Thunb.
- Rubus hirtifolius P.J.Müll. & Wirtg.
- Rubus hirtus Waldst. & Kit.
- Rubus hispidus L.
- Rubus histriculus H.E.Weber
- Rubus histrionicus Plien.
- Rubus hobroensis A.Pedersen & Schou
- Rubus hochstetterorum Seub.
- Rubus hoffmeisterianus Kunth & C.D.Bouché
- Rubus holandrei P.J.Müll.
- Rubus holerythrus Focke
- Rubus holosericeus Vest
- Rubus holtenii Kuntze
- Rubus holzfuszii Sprib.
- Rubus horrefactus P.J.Müll. & Lefèvre
- Rubus horridus Schultz
- Rubus horripilus Lefèvre & P.J.Müll.
- Rubus hostilis P.J.Müll. & Wirtg.
- Rubus howii Merr. & Chun
- Rubus huagaoxiensis X.F.Gao, W.B.Ju & X.H.Xiong
- Rubus huangpingensis T.T.Yu & L.T.Lu
- Rubus humistratus Steud.
- Rubus humulifolius C.A.Mey.
- Rubus hunanensis Hand.-Mazz.
- Rubus hybridus Vill.
- Rubus hylanderi Martensen & A.Pedersen
- Rubus hylocharis W.C.R.Watson
- Rubus hylonomus Lefèvre & P.J.Müll.
- Rubus hylophilus Ripart ex Genev.
- Rubus hypomalacus Focke
- Rubus hypopitys Focke
- Rubus hyrcanus Juz.
- Rubus hystricopsis (Frid.) Å.Gust.

## I
- Rubus ibericus Juz.

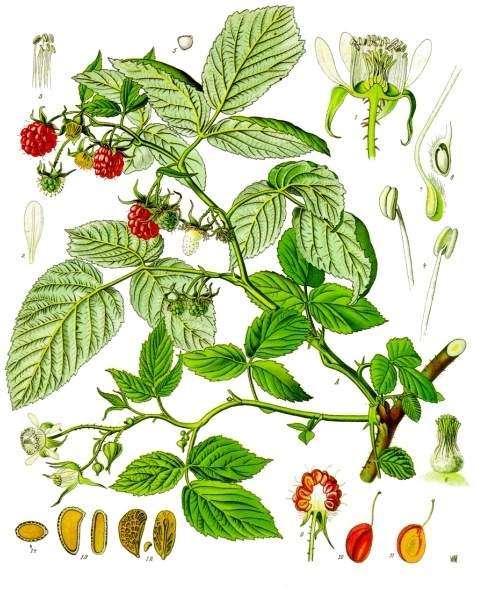
Rubus idaeus

- Rubus iceniensis A.Newton & H.E.Weber
- Rubus ichangensis Hemsl. & Kuntze
- Rubus idaeifolius Thuan
- Rubus × idaeoides Ruthe
- Rubus idaeopsis Focke
- Rubus idaeus L. (lampone)
- Rubus ignoratus H.E.Weber
- Rubus ikenoensis H.Lév. & Vaniot
- Rubus illecebrosus Focke
- Rubus imbellis Matzke-Hajek
- Rubus imbricatus Hort
- Rubus imitans H.E.Weber
- Rubus × immanis Ashe
- Rubus immodicus A.Schumach. ex H.E.Weber
- Rubus imperialis Cham. & Schltdl.
- Rubus impressinervus F.P.Metcalf
- Rubus incanescens (DC.) Bertol.
- Rubus incarnatus P.J.Müll.
- Rubus incisior H.E.Weber
- Rubus incurvatiformis Edees
- Rubus incurvatus Bab.
- Rubus indicissus Focke
- Rubus indicus Thunb.
- Rubus indusiatus Focke
- Rubus indutus Boulay & Vendrely
- Rubus infestior Edees
- Rubus infestisepalus Edees & A.Newton
- Rubus infestus Weihe
- Rubus informifolius Edees
- Rubus infrarugosus (Sudre) Prain
- Rubus inhorrens (Focke) Holzfuss
- Rubus innominatus S.Moore
- Rubus inopacatus P.J.Müll. & Lefèvre
- Rubus inopertus (Focke) Focke
- Rubus insectifolius Lefèvre & P.J.Müll.
- Rubus insericatus P.J.Müll. ex Wirtg.
- Rubus insignis Hook.f.
- Rubus insolatus P.J.Müll.
- Rubus insulariopsis H.E.Weber
- Rubus insularis F.Aresch.
- Rubus integribasis P.J.Müll. ex Boulay
- Rubus intensior Edees
- Rubus intercurrens Gust.
- Rubus intermittens F.Bolle
- Rubus intricatus P.J.Müll.
- Rubus irasuensis Liebm.
- Rubus irenaeus Focke
- Rubus iricus W.M.Rogers
- Rubus iringanus Gust.
- Rubus irritans Focke
- Rubus iscanus A.Newton & M.Porter
- Rubus ischyracanthus Cardot

## J
- Rubus jamaicensis L.
- Rubus jambosoides Hance
- Rubus jansenii H.E.Weber
- Rubus jarae-cimrmanii M.Lepí, P.Lepí, Trávn. & íla
- Rubus jianensis L.T.Lu & Boufford
- Rubus jinfoshanensis T.T.Yu & L.T.Lu
- Rubus josefianus H.E.Weber
- Rubus josholubii H.E.Weber
- Rubus juennensis Leute & W.Maurer
- Rubus juvenis A.Beek
- Rubus juzepczukii Sanadze

## K
- Rubus kacheticus Sanadze
- Rubus × kajikumaichigo Naruh.
- Rubus × karakalensis Freyn
- Rubus kasthuriae Gandhi
- Rubus kawakamii Hayata
- Rubus keleterios P.Royen
- Rubus keniensis Standl.
- Rubus × kenoensis Koidz.
- Rubus ketzkhovelii Sanadze
- Rubus khasianus Cardot
- Rubus kiesewetteri Henker
- Rubus killipii A.Berger
- Rubus kirungensis Engl.
- Rubus kisoensis Nakai
- Rubus kletensis M.Lepí & P.Lepí
- Rubus klimmekianus Matzke-Hajek
- Rubus × knappianus A.Spiers & J.D.Arm.
- Rubus koehleri Weihe
- Rubus kolmariensis (Sprib.) A.Beek
- Rubus kudagorensis Sanadze
- Rubus kuleszae Ziel.
- Rubus kumaonensis N.P.Balakr.
- Rubus × kupcokianus Borbás ex Kupcsok
- Rubus kwangsiensis H.L.Li

## L
- Rubus laconensis Camarda
- Rubus lacustris W.M.Rogers
- Rubus laegaardii Romol.
- Rubus laetus E.F.Linton
- Rubus laevicaulis A.Beek
- Rubus lagerbergii Lindeb.
- Rubus lahidjanensis Rech.f.
- Rubus lainzii H.E.Weber
- Rubus lambertianus Ser.
- Rubus lamburnensis Rilstone
- Rubus lamprocaulos G.Braun
- Rubus lanaticaulis Edees & A.Newton
- Rubus landoltii H.E.Weber
- Rubus langei Jensen ex Frid. & Gelert
- Rubus lanuginosus Steven ex Ser.
- Rubus lanyuensis Hung T.Chang
- Rubus largificus W.C.R.Watson
- Rubus lasiandrus H.E.Weber
- Rubus lasioclados (Focke) Foerster
- Rubus lasiococcus A.Gray
- Rubus lasiodermis Sudre
- Rubus lasiostylus Focke
- Rubus lasiotrichos Focke
- Rubus lasquiensis Sprib.
- Rubus latiarcuatus W.C.R.Watson
- Rubus latifolius Bab.
- Rubus latior A.Beek
- Rubus latisedes Meierott
- Rubus latoauriculatus F.P.Metcalf
- Rubus laxiflorus P.J.Müll. & Lefèvre
- Rubus lechleri Focke
- Rubus leightonii Lees ex Leight.
- Rubus leiningeri W.Lang
- Rubus lentiginosus Lees
- Rubus lepidulus (Sudre) Juz.
- Rubus leptophyllus Martensen
- Rubus leptostemon Juz.
- Rubus leptothyrsos G.Braun
- Rubus lesdainii Sudre ex Gand.
- Rubus lettii W.M.Rogers
- Rubus leucacanthus Posp.
- Rubus leucandriformis Edees & A.Newton
- Rubus leucandrus Focke
- Rubus leucanthus Hance
- Rubus leuciscanus E.H.L.Krause
- Rubus leucocarpus Arn.
- Rubus leucodermis (Douglas ex Hook.) Douglas ex Torr. & A.Gray
- Rubus leucophaeus P.J.Müll.
- Rubus leucostachys Schleich. ex Sm.
- Rubus leyanus W.M.Rogers
- Rubus libertianus Weihe ex Lej. & Courtois
- Rubus lichuanensis T.T.Yu & L.T.Lu
- Rubus lictorum Plien.
- Rubus lidforssii (Gelert) Lange
- Rubus liebmannii Focke
- Rubus lignicensis Figert
- Rubus lilacinus Wirtg.
- Rubus limbarae Camarda
- Rubus limitaneus Malinski & Ziel.
- Rubus limitis Matzke-Hajek & H.Grossh.
- Rubus lindebergii P.J.Müll.
- Rubus lindleyanus Lees
- Rubus linearifoliolus Hayata
- Rubus lineatus Reinw. ex Blume
- Rubus lingtianus X.H.Xiong & X.F.Gao
- Rubus lishuiensis T.T.Yu & L.T.Lu
- Rubus liubensis W.Maurer
- Rubus liui Yuen P.Yang & S.Y.Lu
- Rubus lividus G.Braun
- Rubus lobatidens H.E.Weber & Stohr
- Rubus lobophyllus C.Shih ex F.P.Metcalf
- Rubus loehrii Wirtg.
- Rubus lohfauensis F.P.Metcalf
- Rubus londinensis (W.M.Rogers) W.C.R.Watson
- Rubus longepedicellatus (Gust.) C.H.Stirt.
- Rubus longithyrsiger Lees ex Focke
- Rubus longus (W.M.Rogers & Ley) A.Newton
- Rubus loosii H.E.Weber
- Rubus lorentzianus Pulle
- Rubus louettensis (Sudre & Grav.) Prain
- Rubus lowii Stapf
- Rubus loxensis Benth.
- Rubus lucens Focke
- Rubus lucensis H.E.Weber & Mon.-Huelin
- Rubus lucentifolius Ziel. & Kosinski
- Rubus luchunensis T.T.Yu & L.T.Lu
- Rubus ludensis W.C.R.Watson
- Rubus ludwigii Eckl. & Zeyh.
- Rubus luminosus Martensen
- Rubus lumnitzeri (Sabr.) Fritsch
- Rubus lusaticus Rostock
- Rubus luticola A.Beek
- Rubus luzoniensis Merr.

## M
- Rubus maassii Focke ex Bertram
- Rubus macer H.E.Weber
- Rubus macgregorii F.Muell.
- Rubus macilentus Cambess.
- Rubus macraei A.Gray
- Rubus macranthelos T.Marsson
- Rubus macrodontus P.J.Müll.
- Rubus macrogongylus Focke
- Rubus macropetalus Douglas ex Hook.
- Rubus macrophyllus Weihe & Nees
- Rubus macrostachys P.J.Müll.
- Rubus macrostemonides Fritsch
- Rubus macrothyrsus Lange
- Rubus macvaughianus Rzed. & Calderón
- Rubus maershanensis Huan C.Wang & H.Sun
- Rubus magnisepalus K.Meijer
- Rubus majusculus (Sudre) Sudre
- Rubus malagassus Focke
- Rubus malifolius Focke
- Rubus malipoensis T.T.Yu & L.T.Lu
- Rubus malvaceus Focke
- Rubus malvernicus Edees
- Rubus mandonii Focke
- Rubus marianus (E.H.L.Krause) H.E.Weber
- Rubus marschallianus Juz.
- Rubus marshallii Focke & W.M.Rogers
- Rubus marssonianus H.E.Weber
- Rubus martensenii H.E.Weber
- Rubus × masakii Naruh.
- Rubus maureri Király, Trávn. & íla
- Rubus maximiformis H.E.Weber
- Rubus × maximowiczii Kuntze
- Rubus maximus T.Marsson
- Rubus mearnsii Elmer
- Rubus megacarpus P.Royen
- Rubus megalococcus Focke
- Rubus megistothyrsos A.Beek
- Rubus meierottii H.E.Weber
- Rubus melanocladus (Sudre) Ridd.
- Rubus melanodermis Focke ex W.M.Rogers
- Rubus melanoxylon P.J.Müll. & Wirtg.
- Rubus menglaensis T.T.Yu & L.T.Lu
- Rubus mercicus Bagn.
- Rubus mercieri Genev.
- Rubus merlinii A.Newton & M.Porter
- Rubus mesogaeus Focke
- Rubus metallorum Margetts
- Rubus metoensis T.T.Yu & L.T.Lu
- Rubus micans Godr.
- Rubus × michinokuensis Fujiw. & Yu.Abe
- Rubus microdontus P.J.Müll. & Lefèvre
- Rubus micropetalus Gardner
- Rubus microphyllus L.f.
- Rubus milesianus D.E.Allen
- Rubus milfordensis Edees
- Rubus minusculus H.Lév. & Vaniot
- Rubus × miscix L.H.Bailey
- Rubus miser Liebm.
- Rubus miszczenkoi Juz.
- Rubus mollifrons Focke
- Rubus mollis J.Presl & C.Presl
- Rubus mollissimus W.M.Rogers
- Rubus moluccanus L.
- Rubus monensis W.C.Barton & Ridd.
- Rubus montanus Lib. ex Lej.
- Rubus montis-wilhelmii P.Royen
- Rubus moorei F.Muell.
- Rubus morganwgensis W.C.Barton & Ridd.
- Rubus morifolius P.J.Müll.
- Rubus mortensenii E.H.L.Krause
- Rubus moschus Juz.
- Rubus mougeotii Billot
- Rubus moylei W.C.Barton & Ridd.
- Rubus mucronatiformis (Sudre) W.C.R.Watson
- Rubus mucronatoides Ley ex W.M.Rogers
- Rubus mucronulatus Boreau
- Rubus muenteri T.Marsson
- Rubus muhelicus Danner
- Rubus multifidus Boulay & Malbr.
- Rubus multisetosus T.T.Yu & L.T.Lu
- Rubus mundii Cham. & Schltdl.
- Rubus muricola Sennen
- Rubus muridens A.Beek
- Rubus murrayi Sudre
- Rubus mus A.Beek
- Rubus myricae Focke

## N
- Rubus nagasawanus Koidz.
- Rubus × nakaii Tuyama
- Rubus nakeralicus Sanadze

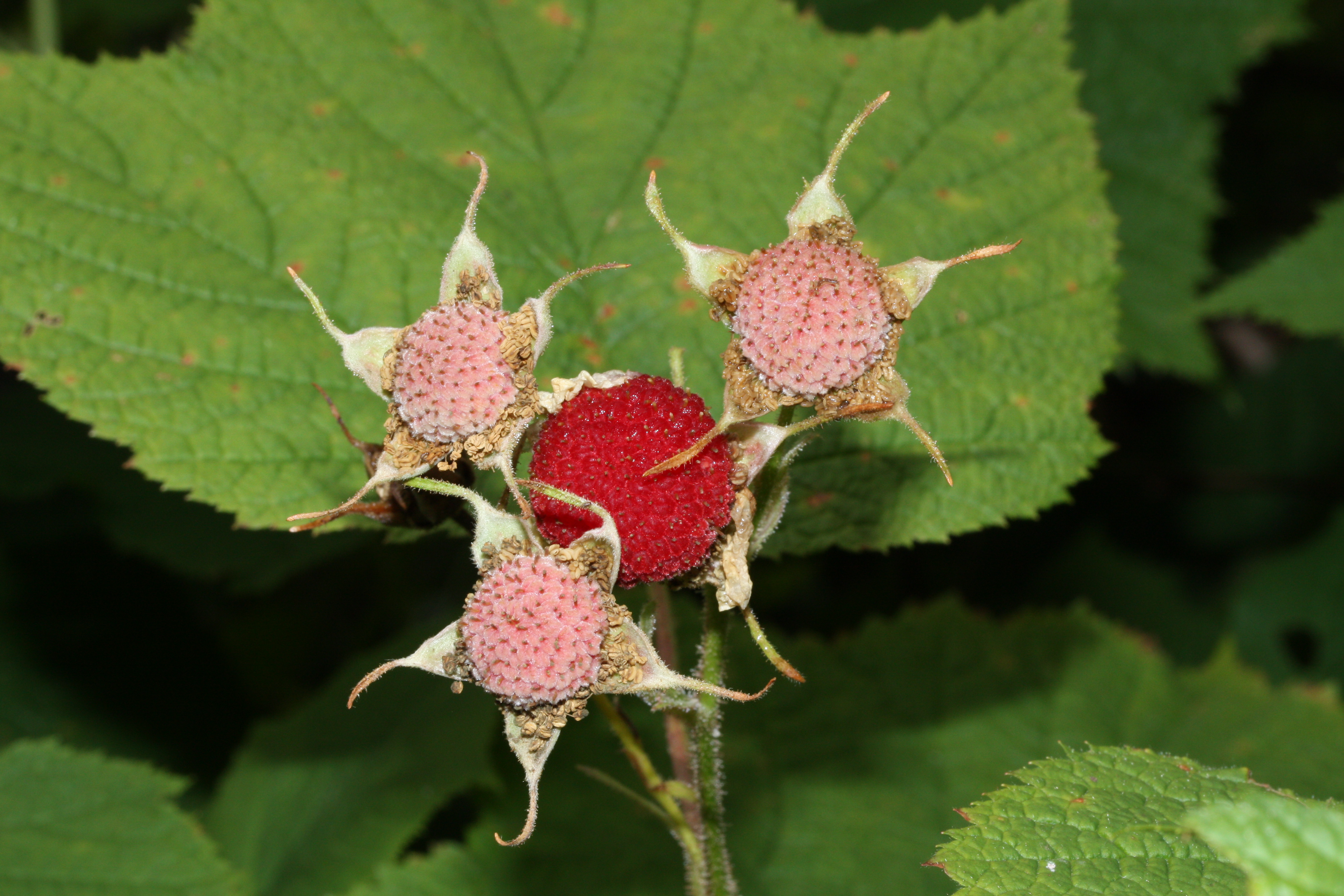
Rubus nutkanus

- Rubus naldrettii (J.W.White) W.C.R.Watson
- Rubus naumannii Schön
- Rubus neanias A.Beek
- Rubus nebulosus A.R.Bean
- Rubus neerlandicus A.Beek
- Rubus negatus A.Beek
- Rubus × neglectus Peck
- Rubus nelliae A.Beek
- Rubus nelsonii Rydb.
- Rubus nemoralis P.J.Müll.
- Rubus nemorensis Lefèvre & P.J.Müll.
- Rubus nemoripetens Meijer, Troelstra & A.Beek
- Rubus nemorosoides H.E.Weber
- Rubus nemorosus Hayne ex Willd.
- Rubus neoebudicus Guillaumin
- Rubus neofuscifolius Y.F.Deng
- Rubus × neogardicus Juz.
- Rubus neomalacus Sudre
- Rubus nepalensis (Hook.f.) Kuntze
- Rubus nesiotes Focke
- Rubus neumannianus H.E.Weber & Vannerom
- Rubus newbouldianus Rilstone
- Rubus newbouldii Bab.
- Rubus newbridgensis W.C.R.Watson
- Rubus newbridgensis W.C.Barton & Ridd.
- Rubus newtonii Ballantyne
- Rubus nguyenii Huan C.Wang
- Rubus × nigakuma Oka & Naruh.
- Rubus nigricans Danthoine
- Rubus nigricatus P.J.Müll. & Lefèvre
- Rubus nigricaulis Prokh.
- Rubus × nikaii Ohwi
- Rubus nishimuranus Koidz.
- Rubus nitidiformis Sudre
- Rubus nivalis Douglas ex Hook.
- Rubus niveus Thunb.
- Rubus nobilissimus (W.C.R.Watson) Pearsall
- Rubus nordicus (H.E.Weber & A.Pedersen) H.E.Weber
- Rubus norvegicus H.E.Weber & A.Pedersen
- Rubus norvicensis A.L.Bull & Edees
- Rubus × novanglicus L.H.Bailey
- Rubus novoguineensis Merr. & L.M.Perry
- Rubus nubigenus Kunth
- Rubus nuptialis H.E.Weber
- Rubus nutkanus Moc. ex Ser.
- Rubus nyalamensis T.T.Yu & L.T.Lu

## O
- Rubus oberdorferi H.E.Weber

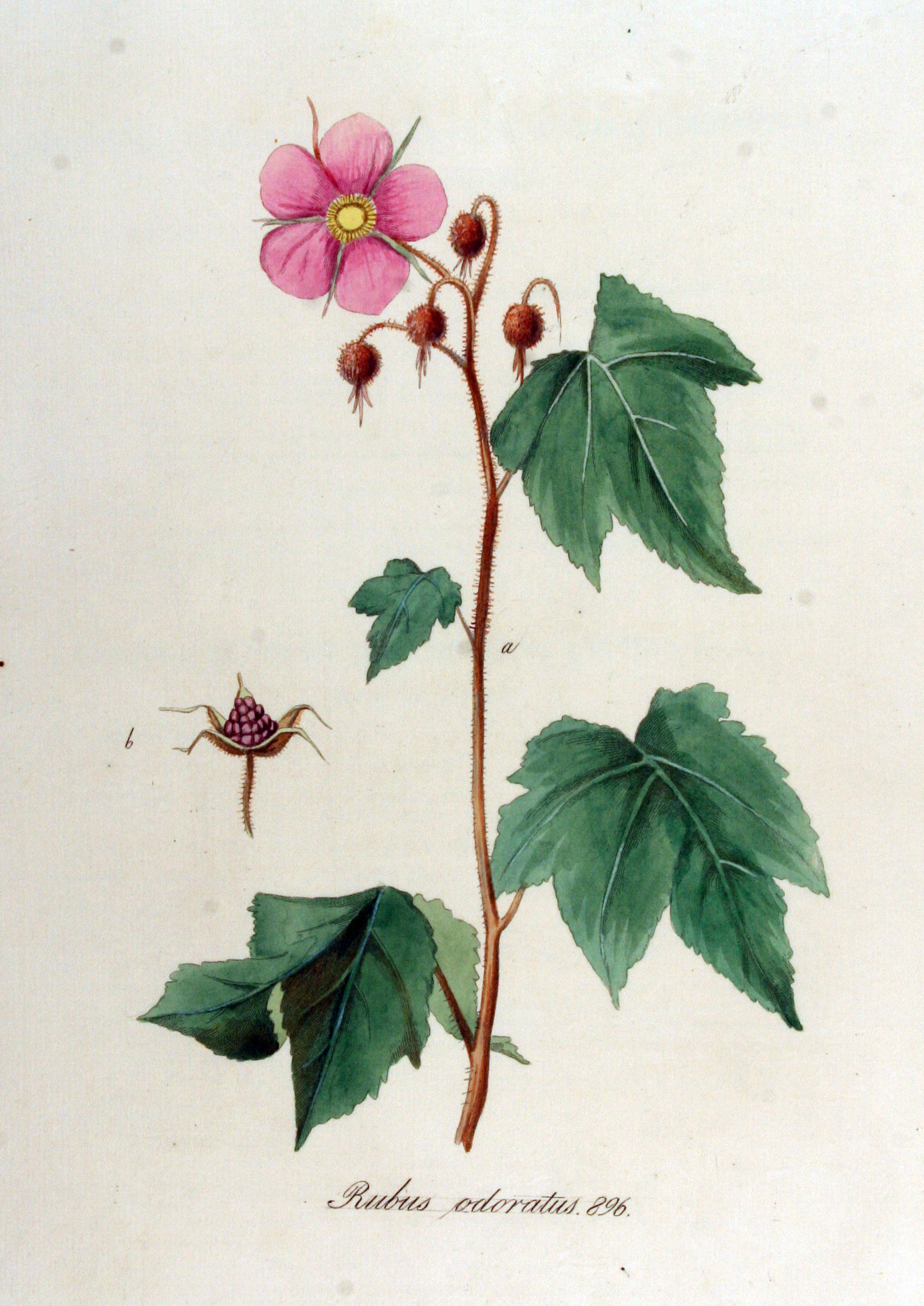
Rubus odoratus

- Rubus oblongifolius P.J.Müll. & Wirtg.
- Rubus oblongo-obovatus Markova
- Rubus oblongus T.T.Yu & L.T.Lu
- Rubus oboranus Sprib.
- Rubus obscuriflorus Edees & A.Newton
- Rubus obtusangulus Gremli
- Rubus obvallatus Boulay & Gillot
- Rubus occidentalis L.
- Rubus occultiglans Meierott
- Rubus ochraceus Cardot
- Rubus ochtodes Juz.
- Rubus ocnensis Nyár.
- Rubus odoratus L.
- Rubus oenensis H.E.Weber
- Rubus × ohmineanus Koidz.
- Rubus × ohtakiensis Naruh.
- Rubus × okae Momiy.
- Rubus okinawensis Koidz.
- Rubus oklejewiczii Wolanin & M.Nobis
- Rubus omalodontus P.J.Müll. & Wirtg.
- Rubus onsalaensis Ryde
- Rubus opacus Focke
- Rubus opulifolius Bertol.
- Rubus orbifrons H.E.Weber
- Rubus orbus W.C.R.Watson
- Rubus ordovicum A.Newton
- Rubus oreades P.J.Müll. & Wirtg.
- Rubus originalis L.H.Bailey
- Rubus orthocladoides Sudre
- Rubus orthostachyoides H.E.Weber
- Rubus orthostachys G.Braun
- Rubus ossicus Juz.
- Rubus × ostensus Schmidely
- Rubus ostrinus Focke
- Rubus ostroviensis Sprib.
- Rubus ostumensis A.R.Molina
- Rubus ourosepalus Cardot
- Rubus ovatisepalus Huan C.Wang
- Rubus ovatus Thuan
- Rubus oxyanchus Sudre

## P
- Rubus pacificus Hance
- Rubus painteri Edees
- Rubus palaefolius Matzke-Hajek
- Rubus pallidifolius E.H.L.Krause
- Rubus pallidisetus Sudre
- Rubus pallidus Weihe
- Rubus palmatifolius Thuan
- Rubus palmatus Thunb.
- Rubus palmensis A.Hansen
- Rubus palmeri Rydb.
- Rubus paludosus A.Beek
- Rubus pampinosus Lees
- Rubus panduratus Hand.-Mazz.
- Rubus paniculatus Sm.

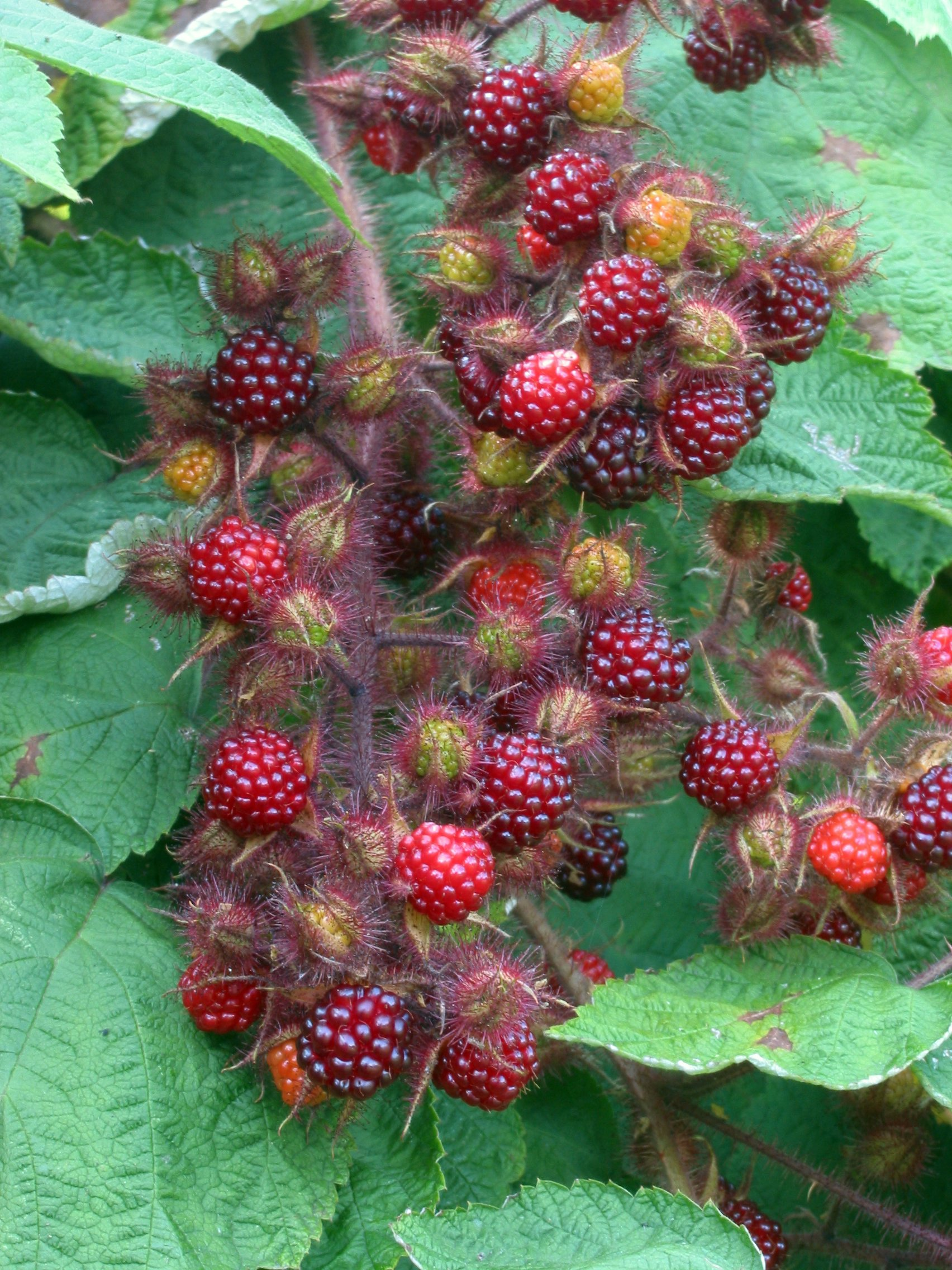
Rubus phoenicolasius

- Rubus pannosus P.J.Müll. & Wirtg.
- Rubus papuanus Schltr. ex Diels
- Rubus × paracaulis L.H.Bailey
- Rubus paraguariensis (Chodat & Hassl.) Basualdo & Zardini
- Rubus parahebecarpus H.E.Weber
- Rubus pararosifolius F.P.Metcalf
- Rubus parkeri Hance
- Rubus parthenocissus Trávn. & Holub
- Rubus parviaraliifolius Hayata
- Rubus parvifolius L.
- Rubus parvus Buchanan
- Rubus pascuorum W.C.R.Watson
- Rubus pascuus L.H.Bailey
- Rubus passaviensis ila
- Rubus passionis A.Beek & K.Meijer
- Rubus patuliformis Sudre
- Rubus patulus P.J.Müll. & Lefèvre
- Rubus pauanus Mon.-Huelin
- Rubus paucidentatus T.T.Yu & L.T.Lu
- Rubus × paxii Focke
- Rubus pectinarioides H.Hara
- Rubus pectinaris Focke
- Rubus pectinellus Maxim.
- Rubus pedatifolius Genev.
- Rubus pedatus Sm.
- Rubus pedersenii Martensen & H.E.Weber
- Rubus pedica Matzke-Hajek
- Rubus pedunculosus D.Don
- Rubus peltatus Maxim.
- Rubus penduliflorus C.Y.Wu ex T.T.Yu & L.T.Lu
- Rubus peninsulae Rilstone
- Rubus pensilvanicus Poir.
- Rubus pentagonus Wall. ex Focke
- Rubus peratticus Samp.
- Rubus percrispus D.E.Allen & R.D.Randall
- Rubus perdemissus H.E.Weber & Martensen
- Rubus perdigitatus A.Newton
- Rubus perfulvus Merr.
- Rubus pericrispatus Holub & Trávn.
- Rubus perlongus H.E.Weber & W.Jansen
- Rubus × permixtus Blanch.
- Rubus perpedatus ila & H.E.Weber
- Rubus perperus H.E.Weber
- Rubus perplexus P.J.Müll. ex Wirtg.
- Rubus perpungens M.Lepí, P.Lepí & Trávn.
- Rubus perrobustus Holub
- Rubus persicus Boiss.
- Rubus peruncinatus (Sudre) Juz.
- Rubus peruvianus Fritsch
- Rubus pervalidus Edees & A.Newton
- Rubus pervirescens Sudre
- Rubus pfuhlianus Sprib.
- Rubus phaeocarpus W.C.R.Watson
- Rubus phengodes Focke
- Rubus phoenicacanthus A.Beek
- Rubus phoenicolasius Maxim. (uva giapponese)
- Rubus phylloglotta (Frid.) Å.Gust.
- Rubus phyllophorus Lefèvre & P.J.Müll.
- Rubus phyllostachys P.J.Müll.
- Rubus phyllothyrsos Frid.
- Rubus picearum (A.Beek) A.Beek
- Rubus piceetorum Juz.
- Rubus picticaulis H.E.Weber
- Rubus pictorum Edees
- Rubus pignattii Camarda
- Rubus pileatus Focke
- Rubus pilulifer Focke
- Rubus pinnatisepalus Hemsl.
- Rubus pinnatus Willd.
- Rubus piptopetalus Hayata ex Koidz.
- Rubus pirifolius Sm.
- Rubus placidus H.E.Weber
- Rubus planus A.Beek
- Rubus platyacanthus P.J.Müll. & Lefèvre
- Rubus platybelus Sudre
- Rubus platycephalus Focke
- Rubus platyphylloides Sanadze
- Rubus platyphyllus K.Koch
- Rubus platysepalus Hand.-Mazz.
- Rubus playfairianus Hemsl. ex Focke
- Rubus plymensis (Focke) Edees & A.Newton
- Rubus poliodes W.C.R.Watson
- Rubus poliophyllus Kuntze
- Rubus poliothyrsus A.Beek
- Rubus polonicus Weston
- Rubus polyadenus Cardot
- Rubus polyanthemus Lindeb.
- Rubus polybracteatus Ryde
- Rubus polyodontus Hand.-Mazz.
- Rubus polyoplus W.C.R.Watson
- Rubus porotoensis R.A.Graham
- Rubus porphyrocaulis A.Newton
- Rubus porphyromallos Focke
- Rubus portae-moravicae Holub & Trávn.
- Rubus posnaniensis Sprib.
- Rubus potentilloides W.E.Evans
- Rubus pottianus H.E.Weber
- Rubus praeceptorum A.Beek
- Rubus praecocifrons Király & Trávn.
- Rubus praecox Bertol.
- Rubus praedatus Schmidely
- Rubus praestans H.E.Weber
- Rubus praetextus Sudre
- Rubus praticolor A.Beek
- Rubus prei (Sudre) Prain
- Rubus preptanthus Focke
- Rubus pringlei Rydb.
- Rubus prionatus (Sudre) Y.Hesl.-Harr.
- Rubus prissanicus Kosinski, Malinski & Ziel.
- Rubus probabilis L.H.Bailey
- Rubus probus L.H.Bailey
- Rubus procerus P.J.Müll. ex Boulay
- Rubus projectus A.Beek
- Rubus prolongatus Boulay & Letendre
- Rubus promachonicus A.Beek
- Rubus × propinquus Richardson
- Rubus prosper L.H.Bailey
- Rubus pruinifer Sudre
- Rubus pruinosus Arrh.
- Rubus pseudargenteus H.E.Weber
- Rubus pseudincisior H.E.Weber
- Rubus pseudoacer Makino
- Rubus × pseudochingii Naruh. & H.Masaki
- Rubus pseudofagifolius Huan C.Wang
- Rubus pseudoglotta Drenckh. & W.Jansen
- Rubus pseudogravetii Sudre
- Rubus × pseudohakonensis Sugim.
- Rubus pseudohostilis W.Jansen
- Rubus pseudojaponicus Koidz.
- Rubus pseudolusaticus G.H.Loos
- Rubus pseudopileatus Cardot
- Rubus pseudopsis Gremli
- Rubus pseudoswinhoei Huan C.Wang & Z.R.He
- Rubus pseudotenellus Gilli
- Rubus pseudothyrsanthus (Frid. & Gelert) Frid. & Gelert
- Rubus × pseudoyoshinoi Naruh. & H.Masaki
- Rubus psilander A.Beek
- Rubus psilops A.Beek & K.Meijer
- Rubus ptilocarpus T.T.Yu & L.T.Lu
- Rubus puberulus Meierott
- Rubus pubescens Raf.
- Rubus pugiunculosus Matzke-Hajek
- Rubus pulcher P.J.Müll. & Lefèvre
- Rubus pulchricaulis Plien.
- Rubus pullifolius W.C.R.Watson
- Rubus pumilus Focke
- Rubus pungens Cambess.
- Rubus purbeckensis W.C.Barton & Ridd.
- Rubus purchasianus W.M.Rogers
- Rubus pydarensiformis D.E.Allen
- Rubus pydarensis Rilstone
- Rubus pyramidatus P.J.Müll.

## Q
- Rubus queenslandicus A.R.Bean
- Rubus questieri Lefèvre & P.J.Müll.
- Rubus quinquefoliolatus T.T.Yu & L.T.Lu

## R
- Rubus racemosus Roxb.
- Rubus radicans Cav.
- Rubus radula Weihe
- Rubus radulicaulis Sudre
- Rubus raduliformis Sudre
- Rubus raduloides (W.M.Rogers) Sudre
- Rubus ramachandrae S.S.Dash & Chand.Gupta
- Rubus ramosus A.Bloxam ex Briggs
- Rubus ranftii H.E.Weber
- Rubus raopingensis T.T.Yu & L.T.Lu
- Rubus raunkiaeri (Frid.) Gust.
- Rubus × recurvicaulis Blanch.
- Rubus reflexus Ker Gawl.
- Rubus refractus H.Lév.
- Rubus remotifolius Plien.
- Rubus rhombicus H.E.Weber
- Rubus rhombifolius Weihe
- Rubus rhytidophyllus H.E.Weber
- Rubus × ribifolius Siebold & Zucc.
- Rubus ribisoideus Matsum.
- Rubus riddelsdellii Rilstone
- Rubus rigidus Sm.
- Rubus rilstonei W.C.Barton & Ridd.
- Rubus ripuaricus Matzke-Hajek
- Rubus rivularis Wirtg. & P.J.Müll.
- Rubus × rixosus L.H.Bailey
- Rubus roberti Matzke-Hajek
- Rubus robiae (W.C.R.Watson) A.Newton
- Rubus rolfei S.Vidal
- Rubus rosaceus Weihe
- Rubus rosanthus Lindeb.
- Rubus roseus Poir.
- Rubus rosifolius Sm.
- Rubus rossensis A.Newton
- Rubus rotundatiformis Sudre
- Rubus rotundifoliatus Sudre
- Rubus royenii Kalkman
- Rubus rubicundus P.J.Müll. & Wirtg.
- Rubus ruborensis Matzke-Hajek
- Rubus rubriflorus Purchas
- Rubus rubrisetulosus Cardot
- Rubus rubristylus W.C.R.Watson
- Rubus rubritinctus W.C.R.Watson
- Rubus rubrumcadaver A.Beek
- Rubus rudis Weihe
- Rubus rufescens Lefèvre & P.J.Müll.
- Rubus rufus Focke
- Rubus rugosifolius G.H.Loos
- Rubus rugosus Sm.
- Rubus rugulosus Ryde
- Rubus runssorensis Engl.
- Rubus rusbyi Britton

## S

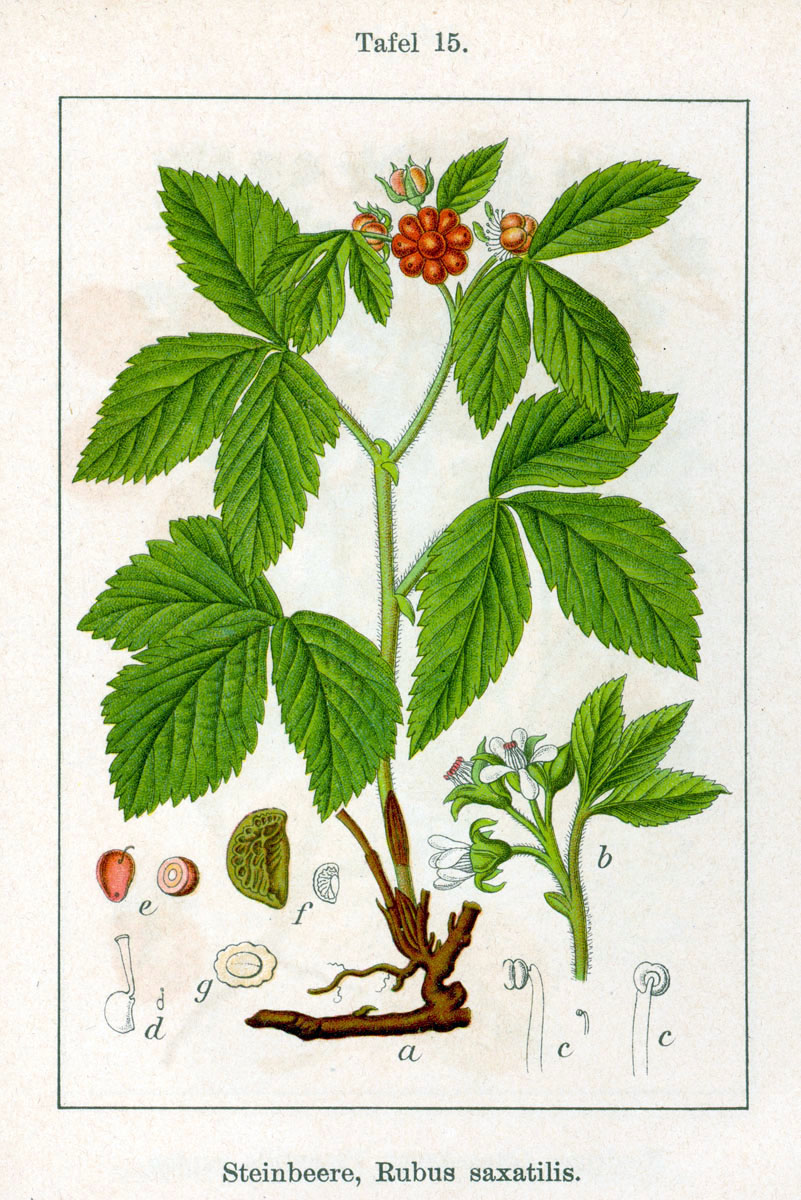
Rubus saxatilis

- Rubus saladiensis Király, Trávn. & íla
- Rubus salisburgensis Focke ex Caflisch
- Rubus saltuum Focke ex Gremli
- Rubus salwinensis Hand.-Mazz.
- Rubus salzmannii W.Maurer
- Rubus sampaioanus Sudre ex Samp.
- Rubus sanctae-hildegardis Matzke-Hajek
- Rubus sapidus Schltdl.
- Rubus saxatilis L.
- Rubus saxicola P.J.Müll.
- Rubus saxonicus Her.Hofmann
- Rubus scaber Weihe
- Rubus scabripes Genev.
- Rubus scabrosus P.J.Müll.
- Rubus schefferi Focke
- Rubus scheffleri Engl.
- Rubus schiedeanus Steud.
- Rubus schipperi A.Beek
- Rubus schlechtendalii Weihe ex Link
- Rubus schlechtendaliiformis H.E.Weber
- Rubus schleicheri Weihe ex Tratt.
- Rubus schleicheriformis W.Jansen
- Rubus schlickumii Wirtg.
- Rubus schmidelioides A.Cunn.
- Rubus schnedleri H.E.Weber
- Rubus schorleri (Artzt & Her.Hofmann) H.E.Weber
- Rubus schottii Pohl ex Focke
- Rubus schumacheri (Ade) Matzke-Hajek
- Rubus scidularum A.Beek
- Rubus sciocharis (Sudre) C.K.Schneid.
- Rubus sciophilus Lefèvre & P.J.Müll.
- Rubus scissoides H.E.Weber
- Rubus scissus W.C.R.Watson
- Rubus scoliacanthus A.Beek
- Rubus scoticus (W.M.Rogers & Ley) Edees
- Rubus sectiramus W.C.R.Watson
- Rubus seebergensis Pfuhl ex Sprib.
- Rubus segontii A.Newton & M.Porter
- Rubus selleanus Helwig
- Rubus sellowii Cham. & Schltdl.
- Rubus semibracteosus Sudre
- Rubus semicarpinifolius Sudre
- Rubus semicaucasicus Sudre
- Rubus semiglaber (W.M.Rogers) W.C.R.Watson
- Rubus × seminepalensis Naruh.
- Rubus semirivularis Sudre
- Rubus semitomentosus Borbás
- Rubus sempernitens D.E.Allen & Margetts
- Rubus senchalensis H.Hara
- Rubus sendtneri Progel
- Rubus sengorensis Grierson & D.G.Long
- Rubus senticosus Köhler ex Weihe
- Rubus septentrionalis W.C.R.Watson
- Rubus septifolius H.E.Weber
- Rubus serpens Weihe ex Lej. & Courtois
- Rubus serrae Soldano
- Rubus serratus J.F.Gmel.
- Rubus setchuenensis Bureau & Franch.
- Rubus setosus Bigelow
- Rubus shihae F.P.Metcalf
- Rubus sieberi Her.Hofmann
- Rubus sieboldii Blume
- Rubus siekensis Banning ex G.Braun
- Rubus siemianicensis (Sprib.) Sprib.
- Rubus sierrae Laferr.
- Rubus sikkimensis Hook.f.
- Rubus silesiacus Weihe
- Rubus silurum (Ley) Ley
- Rubus silvae-bavaricae Gaggerm.
- Rubus silvae-bohemicae Holub ex Trávn. & íla
- Rubus silvae-norticae M.Lepí & P.Lepí
- Rubus silvae-thuringiae W.Jansen
- Rubus silvaticus Weihe & Nees
- Rubus simplex Focke
- Rubus sivasicus Yild. & Kiliç
- Rubus slavonicus Király, Trávn. & íla
- Rubus slesvicensis Lange
- Rubus smithii Backer
- Rubus sneydii Edees
- Rubus soendrumensis Ryde
- Rubus solvensis W.Maurer
- Rubus sorbicus H.E.Weber
- Rubus sorsogonensis Elmer
- Rubus spananthus Ze M.Wu & Z.L.Cheng
- Rubus sparsiflorus J.F.Macbr.
- Rubus spectabilis Pursh
- Rubus speculans K.Meijer
- Rubus speculatus Matzke-Hajek
- Rubus spiculus K.Meijer
- Rubus spina-curva Boulay & Gillot
- Rubus spinulatus Boulay
- Rubus spinulosoides F.P.Metcalf
- Rubus splendidissimus H.Hara
- Rubus splendidus P.J.Müll. & Lefèvre
- Rubus sprengelii Weihe
- Rubus sprengeliusculus (Frid. & Gelert) H.E.Weber
- Rubus spribillei (Pfuhl ex Sprib.) Kulesza
- Rubus squarrosus Fritsch
- Rubus stanneus W.C.Barton & Ridd.
- Rubus stans Focke
- Rubus steneoacanthus P.J.Müll. & Lefèvre
- Rubus stenopetalus Lefèvre & P.J.Müll.
- Rubus stereacanthos P.J.Müll. ex Boulay
- Rubus steudneri Schweinf.
- Rubus stimulans Focke
- Rubus stimuleus L.H.Bailey
- Rubus stimulifer Plien.
- Rubus stipulosus T.T.Yu & L.T.Lu
- Rubus stohrii H.E.Weber & Ranft
- Rubus stormanicus H.E.Weber
- Rubus striaticaulis Plien.
- Rubus styriacus Halácsy
- Rubus subaculeatus Gand.
- Rubus subadenanthus P.D.Sell
- Rubus subcarpinifolius (W.M.Rogers ex Ridd.) Ridd.
- Rubus subcoreanus T.T.Yu & L.T.Lu
- Rubus subinermoides Druce
- Rubus subinopertus T.T.Yu & L.T.Lu
- Rubus subintegribasis Druce
- Rubus subopacus (Sudre ex Bouvet) D.E.Allen
- Rubus subornatus Focke
- Rubus subspicatus Hauman
- Rubus subtercanens W.C.R.Watson
- Rubus subtibetanus Hand.-Mazz.
- Rubus subtiliaceus (Frid.) H.E.Weber & Martensen
- Rubus suecicus H.E.Weber & Karlsson
- Rubus suevicola H.E.Weber
- Rubus sulcatus Vest
- Rubus sumatranus Miq.
- Rubus sundaicus Blume
- Rubus surrectus K.Meijer
- Rubus surrejanus W.C.Barton & Ridd.
- Rubus × suspiciosus Menezes
- Rubus swinhoei Hance
- Rubus sylvulicola Progel ex Utsch

## T
- Rubus tabanimontanus Figert
- Rubus taitoensis Hayata
- Rubus taiwanicola Koidz. & Ohwi
- Rubus takhtadjanii Mulk.
- Rubus tamarensis A.Newton
- Rubus tamdaoensis T.H.Nguyên & Yakovlev
- Rubus tardus W.C.R.Watson
- Rubus tarnensis Sudre
- Rubus taronensis C.Y.Wu ex T.T.Yu & L.T.Lu
- Rubus tauni Schnedler & H.Grossh.
- Rubus × tawadanus Koidz.
- Rubus taxandriae Vannerom ex A.Beek
- Rubus tenuiarmatus Lees
- Rubus tenuimollis Mikolá
- Rubus tephrodes Hance
- Rubus tereticaulis P.J.Müll.
- Rubus teretiusculus Kaltenb.
- Rubus tetsunii Huan C.Wang & H.Sun
- Rubus thalassarctos A.Beek
- Rubus thelybatos Focke ex Caflisch
- Rubus thibetanus Franch.
- Rubus thomsonii Focke
- Rubus × thuillieri Poir. ex Steud.
- Rubus thuringensis Metsch
- Rubus thurstonii Rilstone
- Rubus thyrsigeriformis (Sudre) D.E.Allen
- Rubus tiliaceus Sm.
- Rubus tiliaster H.E.Weber
- Rubus tiliifrons W.Jansen & H.E.Weber
- Rubus tinifolius C.Y.Wu ex T.T.Yu & L.T.Lu
- Rubus titanus L.H.Bailey
- Rubus tonkinensis F.Bolle
- Rubus × toyorensis Koidz.
- Rubus tozawae Nakai ex J.Y.Yang
- Rubus transvaliensis Gust.
- Rubus transvestitus Matzke-Hajek
- Rubus × tranzschelii Juz.
- Rubus trelleckensis Edees & A.Newton
- Rubus treutleri Hook.f.
- Rubus trichanthus A.Beek
- Rubus tricolor Focke ex Prain
- Rubus trifidus Thunb.
- Rubus trifoliolatus Suess.
- Rubus × trifrons Blanch.
- Rubus trigonus Kalkman
- Rubus trijugus Focke
- Rubus trilobus Ser.
- Rubus trinovantium A.L.Bull
- Rubus troiensis A.Newton
- Rubus × trux Ashe
- Rubus tubanticus A.Beek
- Rubus tumidus Gremli
- Rubus tumulorum Rilstone
- Rubus turkestanicus (Regel) Pavlov
- Rubus turquinensis Rydb.

## U
- Rubus ubericus Matzke-Hajek
- Rubus uhdeanus Focke

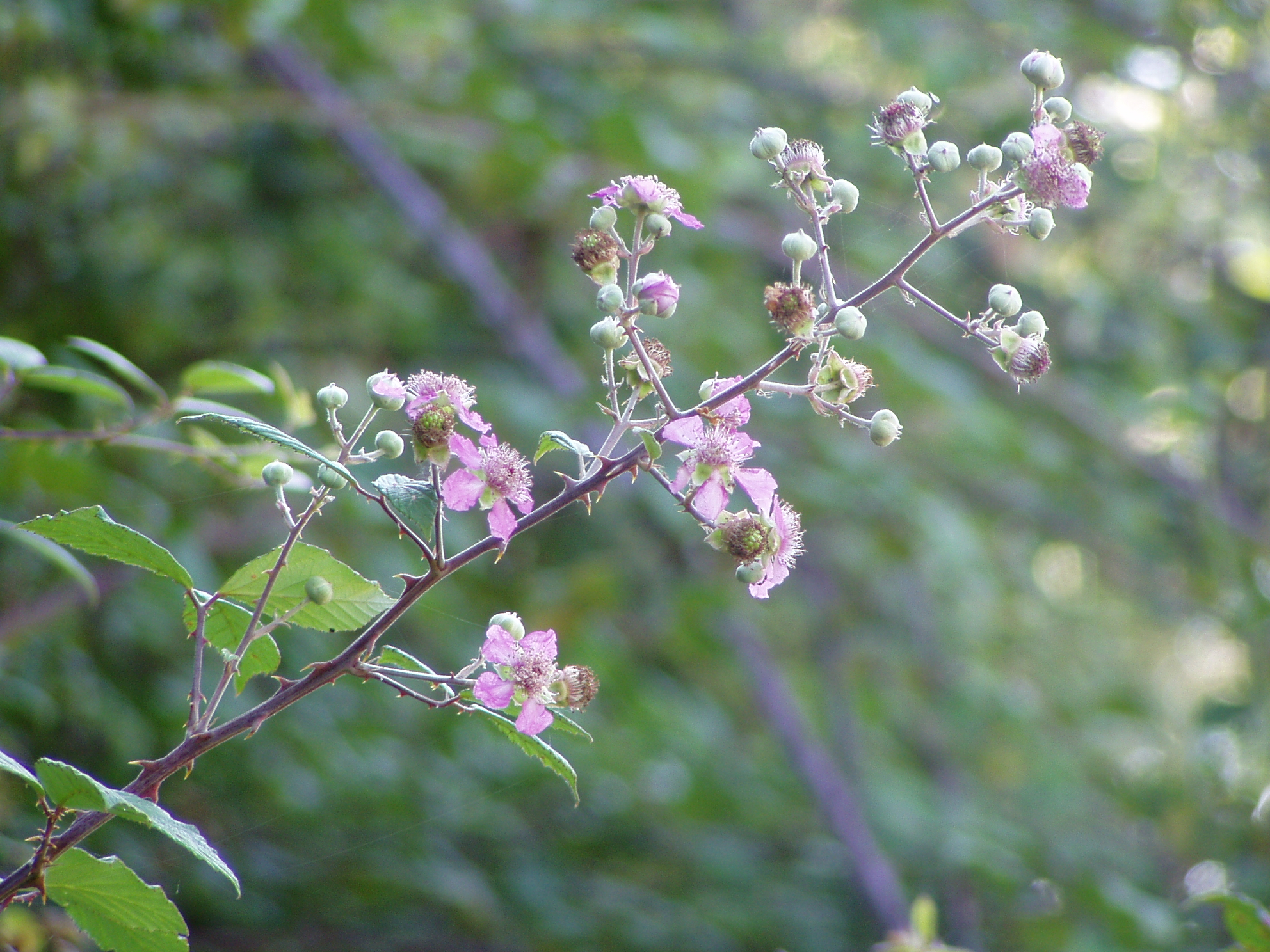
Rubus ulmifolius

- Rubus ulmifolius Schott (rovo comune)
- Rubus umbrosus (Weihe & Nees) Arrh.
- Rubus uncinatus P.J.Müll.
- Rubus undabundus Juz.
- Rubus urbionicus Mon.-Huelin
- Rubus ursinus Cham. & Schltdl.
- Rubus urticifolius Poir.
- Rubus utchinensis Koidz.

## V
- Rubus vadalis A.Beek
- Rubus vagabundus Samp.
- Rubus vagensis A.Newton & M.Porter
- Rubus vallis-cembrae Prosser & Király
- Rubus vandebeekii K.Meijer
- Rubus vandermeijdenii A.Beek
- Rubus vaniloquus A.Schumach. ex H.E.Weber
- Rubus vanwinkelii A.Beek & Vannerom
- Rubus varvicensis Edees
- Rubus vastus (Sabr.) Hayek
- Rubus vatavensis íla & Trávn.
- Rubus velox L.H.Bailey
- Rubus velutinus Vest ex Tratt.
- Rubus venetorum D.E.Allen
- Rubus venosus W.Maurer
- Rubus venustus A.Favrat
- Rubus verae-crucis Rydb.
- Rubus vernus Focke
- Rubus vespicum P.J.Müll. & Wirtg.
- Rubus vestitus Weihe
- Rubus vigoi Roselló, Peris & Stübing
- Rubus vigursii Rilstone
- Rubus vikensis A.Pedersen ex G.Wendt
- Rubus villarsianus Focke ex Gremli
- Rubus villicauliformis A.Newton
- Rubus villosior A.L.Bull
- Rubus vindomensis D.E.Allen
- Rubus viridescens (W.M.Rogers) T.A.W.Davis
- Rubus viridilucidus Drenckh.
- Rubus viscosus Weihe ex Lej. & Courtois
- Rubus volkensii Engl.
- Rubus vratnensis Holub
- Rubus vulcanicola (Donn.Sm.) Rydb.

## W
- Rubus waddellii D.E.Allen
- Rubus wahlbergii Arrh.
- Rubus wallichianus Wight & Arn.
- Rubus walsemannii H.E.Weber
- Rubus walteri H.E.Weber & H.Grossh.
- Rubus wangii F.P.Metcalf
- Rubus wardii Merr.
- Rubus warrenii Sudre
- Rubus watsonii W.H.Mills
- Rubus wawushanensis T.T.Yu & L.T.Lu
- Rubus weberbaueri Focke
- Rubus wedgwoodiae W.C.Barton & Ridd.
- Rubus weizensis W.Maurer
- Rubus wendtii Ryde
- Rubus wessbergii A.Pedersen & Walseman
- Rubus wilsonii Duthie ex J.H.Veitch
- Rubus wimmerianus (Sprib. ex Sudre) Sprib.
- Rubus winteri (P.J.Müll. ex Focke) A.Först.
- Rubus wirralensis A.Newton
- Rubus wirtgenii Auersw. ex Wirtg.
- Rubus × wisconsinensis L.H.Bailey
- Rubus wittigianus H.E.Weber
- Rubus woronowii (Sudre) Sudre
- Rubus wushanensis T.T.Yu & L.T.Lu
- Rubus wuzhianus L.T.Lu & Boufford

## X
- Rubus xanthocarpus Bureau & Franch.
- Rubus xanthoneurus Focke
- Rubus xichouensis T.T.Yu & L.T.Lu
- Rubus xiphophorus H.E.Weber

## Y
- Rubus yanyunii Y.T.Chang & L.Y.Chen
- Rubus × yatabei Focke
- Rubus × yenosimanus Koidz.
- Rubus yingjiangensis Huan C.Wang
- Rubus yiwuanus W.P.Fang
- Rubus yoshinoi Koidz.
- Rubus yuliensis Y.C.Liu & F.Y.Lu
- Rubus yunanicus Kuntze

## Z
- Rubus zangezurus Mulk.
- Rubus zhaogoshanensis T.T.Yu & L.T.Lu
- Rubus zielinskii Wolanin & M.N.Wolanin
- Rubus zixishanensis Huan C.Wang & Q.P.Wang